# Josh Cooley
Joshua Cooley, född 23 maj 1980 i Berkeley, Kalifornien, är en amerikansk animatör, manusförfattare, regissör och röstskådespelare. Han har bland annat jobbat med filmen Insidan ut från 2015 samt regisserat Toy Story 4 från 2019 och Transformers One från 2024.